# Inostemma maurum
Inostemma maurum är en stekelart som beskrevs av Jean-Jacques Kieffer 1912. Inostemma maurum ingår i släktet Inostemma och familjen gallmyggesteklar. Inga underarter finns listade i Catalogue of Life.